# Совместная православно-католическая декларация (1965)
«Совместная католическо-православная декларация папы римского Павла VI и вселенского патриарха Афинагора I» (англ. Joint Catholic-orthodox Declaration of Pope Paul VI and the Ecumenical Patriarch Athenagoras I) — документ, подписанный папой римским Павлом VI и патриархом Константинопольским Афинагором и обнародованный 7 декабря 1965 года. Декларация отменила взаимные отлучения 1054 года между Римско-католической и Константинопольской православной церквами.

## Подготовка проекта декларации

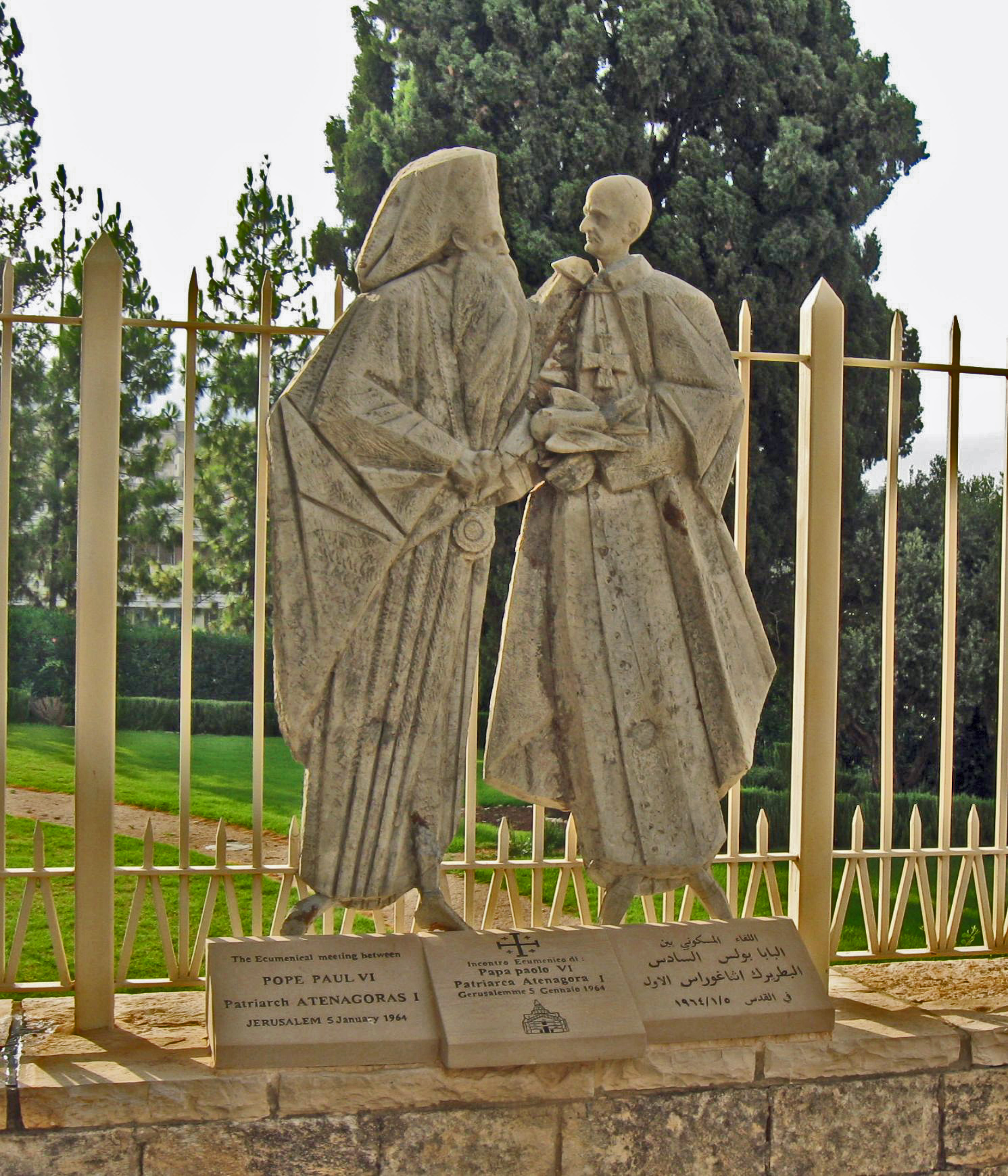
Папа римский Павел VI и патриарх Афинагор I

В ходе работы Второго Ватиканского собора (1962—1965) Римско-католической церкви были приняты документы экуменистической направленности, способствовавшие развитию контактов с христианскими конфессиями, в частности диалога с Православной церковью. 18 октября 1965 года Председатель Папского секретариата по христианскому единству кардинал Августин Беа направил Константинопольскому патриарху Афинагору предложение о формировании совместной комиссии (по 4 представителя от каждой стороны) для работы над проектом отмены взаимных отлучений 1054 года. Католическая сторона подготовила проект документа, а секретарь Папского секретариата по христианскому единству Йоханнес Виллебрандс провёл встречи с православными наблюдателями на Втором Ватиканском соборе. 21 ноября 1965 года католическая комиссия прибыла в Стамбул для встречи с комиссией Константинопольского патриархата. 22 и 23 ноября 1965 года прошли заседания православно-католической комиссии на которых стороны утвердили проект совместной декларации.

## Ход снятия анафем
7 декабря 1965 года в Риме кардинал Католической церкви Йоханнес Виллебрандс на заседании Второго Ватиканского собора зачитал содержание совместной декларации, после чего кардинал Августин Беа прочёл послание Павла VI «Ambulate in dilectione» о снятии отлучения с константинопольского патриарха Михаила Керулария. В этот же день в Стамбуле в патриаршем соборе в присутствии патриарха и членов Священного Синода Константинопольской церкви была зачитана совместная декларация, а митрополит Гелиопольский и Фирский Мелитон огласил томос патриарха о снятии анафем с кардинала Гумберта и других папских легатов. В декларации говорилось о «сожалении» в связи с отлучениями 1054 года и они характеризовались как «злоупотребления». Отмечалось, что отлучения были направлены против конкретных лиц и не относились к церквам. Обе стороны заявили о «сожалении об оскорбительных словах и необоснованных обвинениях» и о необходимости изъятия памяти об анафемах 1054 года из церковной истории.

## Последствия
Совместная декларация 1965 года не завершила раскола между Римско-католической и Православной церквами и не привела к возобновлению евхаристического общения. Данный «жест справедливости и взаимного прощения» (пункт 5 Совместной декларации) не имел никакого практического или канонического значения: сама декларация гласила: «Папа Павел VI и патриарх Афинагор I со своим Синодом сознают, что этот жест справедливости и взаимного прощения недостаточен для того, чтобы положить конец разногласиям, как древним, так и недавним, всё ещё остающимся между Римско-католической церковью и Церковью Православной». Однако подписание данного документа подтвердило желание сторон к двустороннему диалогу и примирению. Данная декларация вызвала неоднозначную реакцию в православном сообществе. Патриарх Московский Алексий I и предстоятель Элладской православной церкви Хризостом II охарактеризовали действие патриарха Афинагора как «не имеющее богословского значения для всей Полноты Святой Православной Церкви». Предстоятель Русской православной церкви заграницей Филарет (Вознесенский) раскритиковал действия патриарха Афинагора и заявил, что «сближение с католиками неизбежно приведёт к ереси».